# グースカ夢見る問題児
『グースカ夢見る問題児』（グースカゆめみるもんだいじ）は森奈津子によるライトノベル作品。
1992年から1993年にかけて、小学校高学年から中学生までを対象とした月刊雑誌「レモン」にて連載されていた。学研レモン文庫から文庫本が刊行されたが、現在は絶版になっている。

## 概要
主人公である松田秀子の一人称形式で進行する、夢の中にのみ存在する学校を舞台とした、登場キャラクターのほとんどが「不登校の高校生」で占められた物語。
ライトノベル時代の森奈津子は「お嬢さまシリーズ」や「あぶない学園シリーズ」などで知られているが、その二つと比べると、森奈津子節ともいえるギャグ要素は変わらず多分に含まれているものの、シリアスな面が強く、人の生き死にに関わる展開もある。
NHKの少年ドラマシリーズを意識して執筆されており、人生のごく初期でドロップアウトした登場人物たちに対し作者は深い思い入れを抱いていたと述べている。
当時はライトノベルへの評価が非常に低かったこともあり「あのネタは、レモン文庫にはもったいなかった」と後に編集者に褒め言葉として言われたこともあったが、あくまでも森奈津子がライトノベル作家として心がけていたのは「自分が十代のときに、こんな作品があったらよかったのに」と思える作品を若い読者に向けて執筆することであったという。

## ストーリー
登校拒否をしている高校生の松田秀子は、ふと、自分が見知らぬ校舎の中にいる事に気がついた。そこで出会った少年・白川政道によれば、ここは夢の中で、この学校は登校拒否をしている高校生だけが呼び寄せられる「夢の学校」だという。
その日から秀子は、眠るたびに現れる「夢の学校」の中で、現実とは違う日々をすごすようになる。友人もでき楽しい時間を送るが、その中で出会う人々の中には、悲惨な現実から逃げるために「夢の学校」にしがみついている者もいた。
何故か一日中「夢の学校」にいる謎の少年・金城実は彼らに、ここに通い続けることは命に関わる危険なことだと警告し、悲壮な顔で秀子にも言葉をかけるのだった。
「ここに来るのは現実逃避なんだよ。いい？ 目がさめたら、ちゃんと学校に行くんだ。これは忠告だよ」

## 登場人物
松田秀子（まつだ・ひでこ）
本作の主人公。東京都在住。光徳女子高校の二年生。
低身長で、美雪に「ロリータ面」と揶揄されるほどの童顔で、年よりも幼い風貌をしている。髪はショートカット。
容姿に少々コンプレックスを持っており、負けず嫌いなためからかわれると猛反撃に出る。物事をハッキリと述べるきつい性格をしている。直情的な面があり、表情がくるくると変わる。短気で、先のことを考えずに相手に喧嘩を売るような真似をすることがある。面食い。
「夢の学校」では、高校の制服である赤いリボンのついたチェックのブレザーを着用している。秀子としては「胸くそわるい制服」であるらしいのだが、「夢の学校」では誰もが本人の意思に関係なく制服姿で現れてしまうようになっている。
修学旅行の荷物検査（下着まで見られることから下着検査と呼ばれ厭われている）を廃止するための署名活動を行っていたが、学校側に不当な圧力をかけられ、抗議のために登校拒否をしている。「夢の学校」に引き寄せられたのは不登校をはじめてから二週間目のことだった。
十二年前に父を亡くし、現在は母と二人で暮らしている。
白川政道（しらかわ・まさみち）
埼玉県在住。
涼しげな顔立ちで秀子好みの「ハンサム」である。「夢の学校」ではグレーの学生服を着用している。
超能力者であり「夢の学校」を作った張本人。白川となにかが共鳴するという、登校拒否をしている高校生を無意識に「夢の学校」へと引き寄せてしまう。その理由は「僕自身が孤独をおそれている」ためだろうと白川は考えている。
ミノルを愛しており、執着心が強い。普段は優しげでスマートな振る舞いをしているが、ミノルに関わる事柄においては感情の歯止めが利かなくなる。
男子校である、私立星霜学院高校の三年生だと自称しているが、実は既に十年前に高校を卒業しており、実年齢は二十八歳。
だが、「夢の学校」の生徒たちのエネルギーを吸収しているために、肉体の年齢は十八歳の時から変わっていない。また、かなり深い傷を負っても瞬時に治すことができ、眠る必要もあまりない。「夢の学校」を介しての場合は、意図せずに自動的にエネルギーを吸ってしまっているようだが、自分の意思により、故意に他者からエネルギーを奪ったり、逆にエネルギーを与えることもできる。その場合は、対象となる相手の肌に触れることが必要。
エネルギーを奪われたものは通常より長い睡眠時間が必要となるため「夢の学校」に留まる時間が長くなり、逆にエネルギーを与えられた者は一時的に睡眠を必要としなくなるので「夢の学校」にしばらく来られなくなる。また、エネルギーを与えることで他者の傷を癒すこともできる。
「夢の学校」は白川が一から作っているわけではなく、白川の能力は正しくは「他者の夢に入り込み、また別の他者も呼び込む能力」であるといえる。夢の持ち主は白川にエネルギーを吸われるために眠りが持続し（夢の持ち主は、夢に訪れただけの者よりも多くエネルギーを吸われると思われる）、現実の体が死ぬまでどころか死んでからも夢の世界を続けていくことになる。だが、夢の持ち主が自身の夢の中で死んでしまうと、その世界は崩壊する。
高校時代は登校拒否をしていたようだが、その理由は不明。
高校を卒業し、大学にも進学したが、実年齢と外見とのギャップが大きくなるにつれ日常生活に支障が出るようになり、大学卒業後は他人との交流を避け、引っ越しを繰り返すようになった。
体の成長と同様に、心の成長も十八歳で止まってしまったかのようで、二十八歳という実年齢に相応しい貫禄や落ち着きなどに欠けている。
秀子の存在によってミノルが現実に希望を抱くようになり「夢の学校」から脱しようとしていることに危機感を抱き、秀子たちに敵意を抱くようになる。
西武ライオンズを応援している。
金城実（きんじょう・みのる）
作中ではほとんどミノルと表記されている。
沖縄県在住。情報処理科に籍を置く高校二年生。
色白で栗色の髪をした、華奢で小柄な美少年。秀子曰く「どこかガラス細工のような、繊細でもろい印象」があるという。「夢の学校」では学生服を着用している。
一日中いつでも「夢の学校」の中におり、現実では眠り続けているのではと推測されている。
高校でいじめられ金銭の要求までされ、登校拒否になった。要求に逆らえず親の財布から金を盗んでいたことがばれて「泥棒を育てた覚えはない」と突き放され、家庭でも立場がなく現実の世界に居場所をなくしていた。
いじめの加害者ではなく、弱い自分こそが悪いのだという意識が強く、何事に対してもなげやりな態度で、自分の命すら粗末に扱おうとする。そのため美雪曰く「陰気な雰囲気」を漂わせており「夢の学校」の中でも謎の存在として敬遠され一人きりでいることが多かった。
無表情でいることが多いが、それは他者と距離を置くために意識してそうしているだけであり、つい素の感情を露骨に顔に表してしまうこともある。他者を避けるためクールな人物を装っているが、本来の性格は、クールどころか激しやすく、繊細どころか少々ガサツな面もある一般的な少年らしいもので、お人好しで照れ屋。演技が下手で、それらの地の部分を隠し切れていない。
最初は涼子の夢に集まる者のうちの一人で「夢の学校」を唯一の居場所として感じていた。涼子の「夢の学校」が崩壊した際に、再び居場所を失うことを恐れ「ここを離れたくない」と強く願った結果、新たなる「夢の学校」を造り上げてしまい、自分自身をその中に閉じ込めてしまう。現在の「夢の学校」に集う皆は、ミノルの夢の世界に集っているといえる。
現実の世界では数ヶ月間も寝たきりの状態になっている。そのことへの不安や、白川への反発心を抱くようになっていくものの、現実世界を避ける気持ちの方が強いため、このまま現実の体が死んでしまってもいいと思っていた。
大川美雪（おおかわ・みゆき）
岩手県在住。高校一年生。
高校生にしては華美な格好をしており、髪は脱色してソバージュにし、ピアスをつけている。
顔立ちはなかなか可愛いらしい。「夢の学校」ではセーラー服を着用しているが、スカートは引きずりそうなほどに長く、昔のスケバンのようなスタイルをしており、実際に不良生徒である。武器としてカミソリを携帯しているが、脅し以外で使ったことはない。
一人称はオレで、男言葉を使い乱暴な言動をするものの、心根は優しく涙もろい。
年上に対しても敬語を使わず偉そうに話すが、からかいを上手くあしらえずに素直に反応したりと、年上の秀子から見ると「かわいい」と思える部分もある。
正義感が強く、不良仲間がカツアゲをしようと持ちかけてきた事に失望し、登校拒否をするようになった。
喧嘩慣れしており、体力も攻撃力も高い。男子生徒四人を相手にし、素手で勝利を収めるほどである。
安井光太郎（やすい・こうたろう）
大阪在住。高校三年生。
長身で、つりあがった細い目をしているため「演歌顔」と称されることがしばしばある。「夢の学校」ではネイビー・ブルーのブレザーを着用している。
関西弁を使い、ひょうきんでサバサバとした性格の持ち主。秀子を筆頭に、短気で直情的な人物ばかりの中では唯一、穏やかで理性的。暴走しがちな秀子たちのストッパー的存在である。
進学校に籍を置き、全国模試の十番以内に名前が載るほど賢いのだが、窮屈な校風に馴染むことができず、勉強なら一人でできるからと登校拒否をするようになった。
弟がいる。
光太郎の使う関西弁は作者の友人の関西人が指導にあたっており、関西弁に訳す前の原稿では標準語を話しているという。
裕一（ゆういち）
北海道在住。高校一年生。
三白眼気味の目や薄い唇が酷薄そうな印象を与える顔だちをしているが、まだまだ幼さを残している。「夢の学校」ではブレザーを着用している。
両親の離婚によって双子の弟の裕二と離れ離れになってしまい、「夢の学校」で裕二と共にいるために登校拒否をしている。母親と暮らしている。
裕二より少し大人びた性格をしている。弓道部所属。
姓は不明で、兄弟をセットで指すときは「裕くんブラザーズ」と呼ばれている。
裕二（ゆうじ）
鹿児島県在住。高校一年生。
裕一の双子の弟で、容姿も瓜二つ。兄と同じ理由で登校拒否をしている。「夢の学校」では学生服を着用している。
一緒に暮らしている父親に酔って暴力を奮われることがよくあり、現実に戻ることを忌避して「夢の学校」に人一倍固執している。
裕一より少し子供じみた性格をしている。弓道部所属。
ミノルに暴力を奮ったために白川にエネルギーを注入され「夢の学校」に来られなくなってからは、子供っぽい性格が悪い方向に向かい、兄と共にいるためならば他人に危害を加えることも辞さない荒んだ性格になる。
「夢の学校」に戻るために睡眠薬を大量に摂取するといった危険な行動に走り、夢に留まるためにもと白川の味方につき、秀子たちに殺傷能力のある弓矢を向けるまでになる。
作者曰く「書いてて最も楽しかった」キャラである。
涼子（りょうこ）
かつて「夢の学校」の中にいた高校生。故人。
最初に「夢の学校」を見た人物。白川の中学時代の同級生だった。理由は不明だが高校生になってから登校拒否をするようになる。白川に恋をし、白川のために「夢の学校」を続けていくため、眠り続けるため、自らのエネルギーを奪うよう白川に持ちかけた。
現実の世界では寝たきりの状態になり、ぼろぼろの体で十年間も夢を見続けていたが「夢の学校」内で自殺し、現実世界でも死亡する。その際に涼子の見ていた「夢の学校」は崩壊した。
自殺に至った原因を、ミノルは「生気を失って精神までボロボロになったから」としており、白川は「僕への復讐」だと、白川がミノルを愛し、涼子の思いを受け止めなかったために当てつけたのだとしている。